# ドルースキ (水雷艇)
| 「ドルースキ」 |                                                               |
| 艦歴           |                                                               |
| 発注           | フランス、シュナイダー社シャロン＝シュル＝ソーヌ造船所        |
| 起工           | 1907年                                                        |
| 進水           | 同年8月                                                       |
| 就役           | 1908年1月                                                     |
| 退役           |                                                               |
| その後         | 1944年9月にロシア軍に鹵獲。1945年7月に返還。                  |
| 除籍           | 1954年                                                        |
| クラス名       | ドルースキ級水雷艇                                            |
| 性能諸元       |                                                               |
| 排水量         | 常備：97トン                                                  |
| 全長           | 38.0m                                                         |
| 水線長         | -m                                                            |
| 全幅           | 4.4m                                                          |
| 吃水           | 2.6m                                                          |
| 機関           | ノルマン式石炭専焼水管缶2基 +直立型レシプロ機関1基1軸推進     |
| 最大出力       | 1,950hp                                                       |
| 最大速力       | 26.0ノット                                                    |
| 航続距離       | 16ノット/500海里（石炭：11トン）                              |
| 乗員           | 23～30名                                                      |
| 兵装           | オチキス 4.7cm（43口径）単装機砲3基 45cm水上魚雷発射管単装3基 |

ドルースキ (Дръзки) はブルガリア海軍のドルースキ級水雷艇の1隻。

## 艦歴
「ドルースキ」は、フランスで建造されたブルガリア海軍の水雷艇6隻の内の1隻である。フランスのソーヌ川沿いのシャロン＝シュル＝ソーヌ造船所で建造された後にブルガリアに運ばれ、ヴァルナで竣工した。「ドルースキ」は1907年8月23日に進水し、1908年1月5日に就役した。
1912年から1913年の第1次バルカン戦争中黒海で活動。1912年11月21から22日の夜、ヴァルナ沖でブルガリアの水雷艇4隻（「ドルースキ」、「Lettasci」、「Smeli」、「Stogi」）はオスマン帝国海軍の防護巡洋艦「ハミディイェ」を攻撃。この攻撃で「ハミディイェ」に魚雷1発が命中した。命中した魚雷は「ドルースキ」のものであるとも、「Stogi」のものであるともされる。
第一次世界大戦後、哨戒艇に艦種変更された。ブルガリアが第二次世界大戦に参戦すると、「ドルースキ」は哨戒任務に従事した。1942年10月15日にヴァルナ港で弾薬庫の爆発により沈没したが、すぐに修理された。1944年に「ドルースキ」は標的艦となり、1950年代まで使用された。
1957年に「ドルースキ」を記念艦として保存することが決定されたが、その時既に「ドルースキ」は一部解体されていた。そこで、同型艦の「ストローギ」に「ドルースキ」の砲や煙突などを移設し、記念艦「ドルースキ」とした。

## 参考図書
- 「Conway All The World's Fightingships 1906-1922」（Conway）